# چارلز مارکیز وارن
چارلز مارکیز وارن (انگلیسی: Charles Marquis Warren؛ ۱۶ دسامبر ۱۹۱۲ – ۱۱ اوت ۱۹۹۰) یک کارگردان، تهیه‌کننده فیلم و فیلم‌نامه‌نویس اهل ایالات متحده آمریکا بود. وی بین سال‌های ۱۹۳۳ تا ۱۹۶۹ میلادی فعالیت می‌کرد.
از فیلم‌ها یا مجموعه‌های تلویزیونی که وی در آن‌ها نقش داشته است می‌توان به دود اسلحه اشاره نمود.
وی بابت شجاعتش در جنگ جهانی دوم، نشان ستاره برنزی و همچنین نشان پرپل هارت دریافت داشت.